# Liste der Baudenkmäler in Prosselsheim
Auf dieser Seite sind die Baudenkmäler in der unterfränkischen Gemeinde Prosselsheim zusammengestellt. Diese Tabelle ist eine Teilliste der Liste der Baudenkmäler in Bayern. Grundlage ist die Bayerische Denkmalliste, die auf Basis des Bayerischen Denkmalschutzgesetzes vom 1. Oktober 1973 erstmals erstellt wurde und seither durch das Bayerische Landesamt für Denkmalpflege geführt wird. Die folgenden Angaben ersetzen nicht die rechtsverbindliche Auskunft der Denkmalschutzbehörde.

## Baudenkmäler nach Gemeindeteilen

### Prosselsheim
| Lage                                                                      | Objekt | Beschreibung | Akten-Nr.     | Bild           |
| ------------------------------------------------------------------------- | --- | --- | ------------- | -------------- |
| Amtskellerei 6 (Standort)                                                 | Ehemalige Amtskellerei                                                                                               | jetzt Rathaus, zweigeschossiger, verputzter Mansardwalmdachbau mit geohrten Fensterrahmungen, mit Wappenstein des Fürstbischofs von Seinsheim, um 1760                                                      | D-6-79-174-1  | weitere Bilder |
| Amtskellerei 6 (Standort)                                                 | Einfahrtstor | Gleichzeitig | D-6-79-174-1  | weitere Bilder |
| Amtskellerei 6 (Standort)                                                 | Prozessionsaltar | Rundbogiger Nischenaufsatz mit Relief der Vierzehn Nothelfer, darüber Marienkrönung, sowie Pietàfigur des 17. Jahrhunderts als Bekrönungsfigur, Sandstein, 18. Jahrhundert                                  | D-6-79-174-15 | BW             |
| An der Würzburger Straße (Standort)                                       | Brunnenhaus | Glockendach über Sandsteinsäulen mit hohen Postamenten, 18. Jahrhundert | D-6-79-174-17 | weitere Bilder |
| Bahnlinie Seligenstadt–Volkach (Standort)                                 | Mariensäule | Figur der Maria Immaculatà auf Säule über Postament, Sandstein, 1915 | D-6-79-174-18 | weitere Bilder |
| Im Felde nahe der Bahnlinie bei Seligenstadt ()                           | Bildstock | Heiliger Wendel, 18. Jahrhundert; nicht nachqualifiziert, im Bayerischen Denkmal-Atlas nicht kartiert | D-6-79-174-24 |                |
| Nähe Friedhofstraße, im Friedhof (Standort)                               | Friedhofskreuz | Kruzifix auf Postament mit Inschriftentafel, Sandstein, 19. Jahrhundert | D-6-79-174-20 | weitere Bilder |
| Nähe Friedhofstraße, an der Friedhofsmauer (Standort)                     | Kreuzweg | Mit 14 figürlichen Relieftafeln, Sandstein, bezeichnet „1915“ | D-6-79-174-20 | weitere Bilder |
| Nähe Friedhofstraße, an der Friedhofsmauer (Standort)                     | Ölberggruppe | Sandstein, 19. Jahrhundert | D-6-79-174-20 | weitere Bilder |
| Friedhofstraße/Kreuzstraße (Standort)                                     | Prozessionsaltar | Rundbogig überdachter Nischenaufsatz mit Pietàrelief und dem Evangelist Johannes als Bekrönungsfigur, über Tischsockel mit Inschriftenfeld, Sandstein, 18. Jahrhundert                                      | D-6-79-174-22 | weitere Bilder |
| Froschgasse 1 (Standort)                                                  | Hausfigur | Sandsteinpietà in Nische, 17. Jahrhundert | D-6-79-174-2  | weitere Bilder |
| Froschgasse 14 (Standort)                                                 | Wohngebäude | Zweigeschossiger, verputzter Massivbau mit Halbwalmdach und geohrten Fensterrahmungen, 18. Jahrhundert | D-6-79-174-3  | weitere Bilder |
| Hadergasse 2 (Standort)                                                   | Bildstock | Reliefaufsatz mit Kreuzbekrönung und Darstellung der Marienkrönung, auf Pfeiler mit Obstgebinde, über Postament, Sandstein, bezeichnet „1694“                                                               | D-6-79-174-4  | BW             |
| Hofstraße 3 (Standort)                                                    | Bildstock | Sandsteinnische mit Pietà, 1861 | D-6-79-174-42 | weitere Bilder |
| Kirchberg 1 (Standort)                                                    | Pfarrhaus | Zweigeschossiger, verputzter Massivbau mit Mansardhalbwalmdach, um 1800 | D-6-79-174-5  | weitere Bilder |
| Kirchberg 1 (Standort)                                                    | Hoftor | Gleichzeitig | D-6-79-174-5  | weitere Bilder |
| Kirchberg 6 (Standort)                                                    | Katholische Pfarrkirche St. Bartholomäus                                                                             | Saalbau mit eingezogenem Chor und Chorflankenturm mit Spitzhelm, um 1614, mit späteren Veränderungen; mit Ausstattung                                                                                       | D-6-79-174-6  | weitere Bilder |
| Kirchgrund (Standort)                                                     | Bildstock | Giebelbedachter Reliefaufsatz mit Kreuzigungsszene, auf Säule, bezeichnet „1576“ | D-6-79-174-23 | weitere Bilder |
| Nähe Oberpleichfelder Straße (Standort)                                   | Kriegerdenkmal für die Gefallenen des Ersten Weltkrieges, später erweitert um die Gefallenen des Zweiten Weltkrieges | Pfeiler mit figürlichem Hochrelief eines Soldaten, mit Terrassenanlage, um 1925 | D-6-79-174-19 | weitere Bilder |
| Neubaustraße 4 (Standort)                                                 | Relief | Mit Marienkrönung, um 1600; nicht nachqualifiziert, im Bayerischen Denkmal-Atlas nicht kartiert | D-6-79-174-7  | BW             |
| Neubaustraße 19                                                           | Relief | Mit Kreuzigung, 17. Jahrhundert; am Wirtschaftsgebäude; nicht nachqualifiziert, im Bayerischen Denkmal-Atlas nicht kartiert                                                                                 | D-6-79-174-8  | BW             |
| Wallgäßle; am Ortsausgang nach Püssenheim, rechts vor der Bahn (Standort) | Bildstock | Nischenaufsatz mit Kreuzigungsrelief, auf Postament, Sandstein, bezeichnet „1768“ | D-6-79-174-26 | weitere Bilder |
| Nähe Würzburger Straße (Standort)                                         | Bildstock | Reliefaufsatz mit Kreuzbekrönung und Kreuzigungsdarstellung, Rückseite mit Marienkrönung, auf Säule über Postament, Sandstein, 18. Jahrhundert, teilweise moderne Kopie                                     | D-6-79-174-21 | BW             |
| Würzburger Straße (Standort)                                              | Prozessionsaltar | Rundbogiger Nischenaufsatz mit Kreuzbekrönung und Wappenrelief, Rückwand mit Relief des Letzten Abendmahles, über gebauchtem Tischsockel, Sandstein, erste Hälfte 18. Jahrhundert, zum Teil Kopie von 1967  | D-6-79-174-25 | weitere Bilder |
| Würzburger Straße 12 (Standort)                                           | Relief | Mit Darstellung der Marienkrönung, Sandstein, 18. Jahrhundert | D-6-79-174-9  | BW             |
| Würzburger Straße 17 (Standort)                                           | Kreuzschlepper | Kreuztragender Christus auf Knien, flankiert von zwei brennenden Herzen, Sandstein, 18. Jahrhundert | D-6-79-174-10 | weitere Bilder |
| Würzburger Straße 18 (Standort)                                           | Wohngebäude | Zweigeschossiger, verputzter Walmdachbau | D-6-79-174-11 | weitere Bilder |
| Würzburger Straße 18 (Standort)                                           | Wappenrelief | bezeichnet „1727“ | D-6-79-174-11 | weitere Bilder |
| Würzburger Straße 19 (Standort)                                           | Hausmadonna | Sandstein, 17./18. Jahrhundert | D-6-79-174-12 | BW             |
| Würzburger Straße 26 (Standort)                                           | Wohngebäude | Zweigeschossiger, verputzter Massivbau mit Mansardwalmdach, um 1787 | D-6-79-174-13 | weitere Bilder |
| Würzburger Straße 26 (Standort)                                           | Hoftoranlage | Bezeichnet „1787“ | D-6-79-174-13 | weitere Bilder |
| Würzburger Straße 28 (Standort)                                           | Wegkreuz | Sandsteincorpus an erneuertem Schaft und Tischsockel, 18. Jahrhundert | D-6-79-174-14 | weitere Bilder |
| Würzburger Straße 35 (Standort)                                           | Relief | Mit Darstellung der Heiligen Familie, Sandstein, 18. Jahrhundert | D-6-79-174-16 | BW             |
| Würzburger Straße 55 (Standort)                                           | Kriegerdenkmal für einen Gefallenen des Ersten Weltkrieges                                                           | Madonna auf ionischem anschwellenden Pfeiler mit Portraitrelief, über Tischsockel, Sandstein und Kunststein, nach 1915                                                                                      | D-6-79-174-43 | BW             |
| Kirchgrund ()                                                             | Bildstock | runder Säulenschaft auf Tischsockel mit Reliefaufsatz mit Darstellung der Heiligen Familie (recto) und der fünf Wundmale Christi (verso), Abschluss mit Segmentbogen und Kreuzbekrönung, Sandstein, 18. Jh. | D-6-79-174-49 |                |

### Püssensheim
| Lage                                                                 | Objekt                                                   | Beschreibung | Akten-Nr.     | Bild           |
| -------------------------------------------------------------------- | -------------------------------------------------------- | --- | ------------- | -------------- |
| Am Höfle, Bodenweg (Standort)                                        | Bildstock                                                | Reliefaufsatz mit Kreuzbekrönung und Darstellung der Dreifaltigkeit, auf Säule über Tischsockel mit Inschrift, Sandstein, 18. Jahrhundert        | D-6-79-174-35 | weitere Bilder |
| An der Kirche 2, an der Grundstücksmauer                             | Pietà                                                    | 18. Jahrhundert; nicht nachqualifiziert, im Bayerischen Denkmal-Atlas nicht kartiert                                                             | D-6-79-174-30 | BW             |
| An der Kirche 4 (Standort)                                           | Katholische Filialkirche Allerheiligen                   | Saalbau mit eingezogenem Chor, nachgotisch, um 1600, 1864 erweitert, Chorturm mit Pyramidendach erneuert; mit Ausstattung                        | D-6-79-174-33 | weitere Bilder |
| Nähe An der Kirche (Standort)                                        | Kirchhofmauer mit Wappenstein                            | Bruchsteinmauerwerk, wohl 17. Jahrhundert | D-6-79-174-33 | BW             |
| Nähe An der Kirche (Standort)                                        | Bildstock                                                | Reliefaufsatz mit Kreuzigung, Rückseite mit Pietà, auf Säule über Tischsockel, Sandstein, bezeichnet „1725“                                      | D-6-79-174-33 | weitere Bilder |
| Blumenstraße 6 (Standort)                                            | Bildstockkopf                                            | Reliefaufsatz mit Darstellung der Heiligen Familie, Rückseite mit Kreuzigung, auf erneuerter Säule und Tischsockel, Sandstein, bezeichnet „1725“ | D-6-79-174-44 | weitere Bilder |
| Blumenstraße 6; am Ortseingang rechts an der Straße von Prosselsheim | Bildstock                                                | mit Pietà-Darstellung, 2. Hälfte 19. Jahrhundert; nicht nachqualifiziert, im Bayerischen Denkmal-Atlas nicht kartiert                            | D-6-79-174-34 | BW             |
| Brunnenstraße 2 (Standort)                                           | Grabstein in die Scheunenwand eingelassen                | Puttokopf über Kreuz, Sandstein, 18. Jahrhundert                                                                                                 | D-6-79-174-28 | weitere Bilder |
| Brunnenstraße 28                                                     | Barockes Tor                                             | bezeichnet 1794; nicht nachqualifiziert, im Bayerischen Denkmal-Atlas nicht kartiert                                                             | D-6-79-174-27 | BW             |
| Dorfstraße (Standort)                                                | Kriegerdenkmal für die Gefallenen des Ersten Weltkrieges | Figur des Heiligen Georg als Drachentöter, auf hoher Stele mit den Namen der Gefallenen, Kunststein, um 1920                                     | D-6-79-174-29 | weitere Bilder |
| Dorfstraße 8 (Standort)                                              | Bildstock                                                | Reliefaufsatz mit Darstellung des Jesuskindes inmitten der Vierzehn Nothelfer, auf Säule über Tischsockel, Sandstein, 18. Jahrhundert            | D-6-79-174-32 | weitere Bilder |
| Dorfstraße 12 (Standort)                                             | Wohngebäude                                              | Zweigeschossiger, verputzter Massivbau mit Satteldach und Volutengiebel, im Kern um 1600, stark erneuert                                         | D-6-79-174-31 | weitere Bilder |
| Petersgärten; Staatsstraße 2270 (Standort)                           | Heiligenfigur                                            | Figur der Maria Immaculatà in Bildnische, bekrönt von Dreiecksgiebel und Kreuzbekrönung, Sandstein, bezeichnet „1882“                            | D-6-79-174-36 | weitere Bilder |

### Seligenstadt
| Lage                                                              | Objekt                                   | Beschreibung | Akten-Nr.     | Bild           |
| ----------------------------------------------------------------- | ---------------------------------------- | --- | ------------- | -------------- |
| Gut Seligenstadt 1 (Standort)                                     | Katholische Hofkapelle                   | Saalbau mit eingezogenem Chor und Chorturm mit Spitzhelm, nachgotisch, um 1600; mit Ausstattung                                                          | D-6-79-174-37 | weitere Bilder |
| Gut Seligenstadt 1 (Standort)                                     | Kirchhofmauer                            | Gleichzeitig | D-6-79-174-37 | weitere Bilder |
| Gut Seligenstadt 3 (Standort)                                     | Ehemaliges Verwalterhaus, jetzt Wohnhaus | Zweigeschossiger, verputzter Massivbau mit Walmdach, spätes 18. Jahrhundert                                                                              | D-6-79-174-39 | weitere Bilder |
| Gut Seligenstadt 5 (Standort)                                     | Scheune                                  | Langgestreckter, mehrteiliger Bruchsteinmauerwerksbau mit Satteldach und liegendem Dachstuhl, im Kern wohl frühes 17. Jahrhundert, bezeichnet mit „1772“ | D-6-79-174-38 | weitere Bilder |
| Lange Läng, am nördlichen Ortsrand an der Wegekreuzung (Standort) | Wegkreuz                                 | Kruzifix auf Tischsockel mit Inschrift, bezeichnet mit „1853“                                                                                            | D-6-79-174-40 | weitere Bilder |

### Seligenstadt bei Würzburg
| Lage                 | Objekt                   | Beschreibung | Akten-Nr.     | Bild           |
| -------------------- | ------------------------ | --- | ------------- | -------------- |
| Bahnhof 4 (Standort) | Bahnhofsgebäude          | Dreigeschossiger, verputzter Massivbau mit flachem Walmdach sowie leicht vorspringenden Seitenrisaliten, 2. Hälfte 19. Jahrhundert | D-6-79-174-41 | weitere Bilder |
| Bahnhof 4 (Standort) | Nebengebäude             | | D-6-79-174-41 | weitere Bilder |
| Bahnhof 4 (Standort) | Ehemalige Verladestation | eingeschossiger Ziegelbau mit Satteldach und Lisenengliederung, um 1900                                                            | D-6-79-174-41 | weitere Bilder |